# StreetJournal
StreetJournal (streetjournal.de) war eine Straßenzeitung mit sozialkulturellen Inhalten, die in Berlin produziert wird. Sie erscheint seit dem 10. Januar 2011 und wird monatlich veröffentlicht. Sie ist die erste Straßenzeitung weltweit, die neben ihrer Druckausgabe auch online herausgegeben wird.

## Beschreibung
Der Titel der Zeitschrift lehnt sich bewusst an den Namen der in New York City erscheinenden Straßenzeitung Street News an. In dieser Tradition sieht sich der herausgebende Verein und bietet Wohnungslosen und allen Menschen in schwierigen – nicht nur finanziellen – Lebenslagen die Möglichkeit, sich auf selbstbestimmte Weise Geld zu verdienen, anstatt in die Grauzone des Bettelns zu sinken.
Im deutlichen Gegensatz zur Vielzahl der anderen Straßenzeitungen arbeiten hier sämtliche  Autoren, ohne direkte oder verborgene Zuwendungen zu erhalten oder zu erwarten – ob nun in Geldform, als Aufwandsentschädigung oder als Spendenbeleg.
Während bei Straßenzeitungen traditionell vor allem darauf gesetzt wird, Elend und Leiden darzustellen, sollen sich nach der Maxime des StreetJournal das Anliegen, die Inhalte und die Präsentation wandeln. Ein tatsächliches Leseinteresse an der Straßenzeitung soll im Mittelpunkt stehen.
Grundsätzlich sieht sich der herausgebende Verein keiner politischen Richtung verpflichtet. Inhaltlich und gestalterisch sind die Ausgaben für ein breites Spektrum journalistischer und künstlerischer Themen und Genres offen. Insgesamt wird angestrebt, eine gut recherchierte, lesenswerte und auch ansprechend bebilderte Zeitschrift mit modernem Layout zu produzieren.
StreetJournal soll den Verkäufern ein selbstbestimmtes Arbeiten ermöglichen. Gerade bisher isolierten Menschen bietet sich neben der Einnahmequelle auch die Möglichkeit, in Kommunikation zu treten und auf diese Weise neuen Lebensmut zu schöpfen.

## Der herausgebende Verein

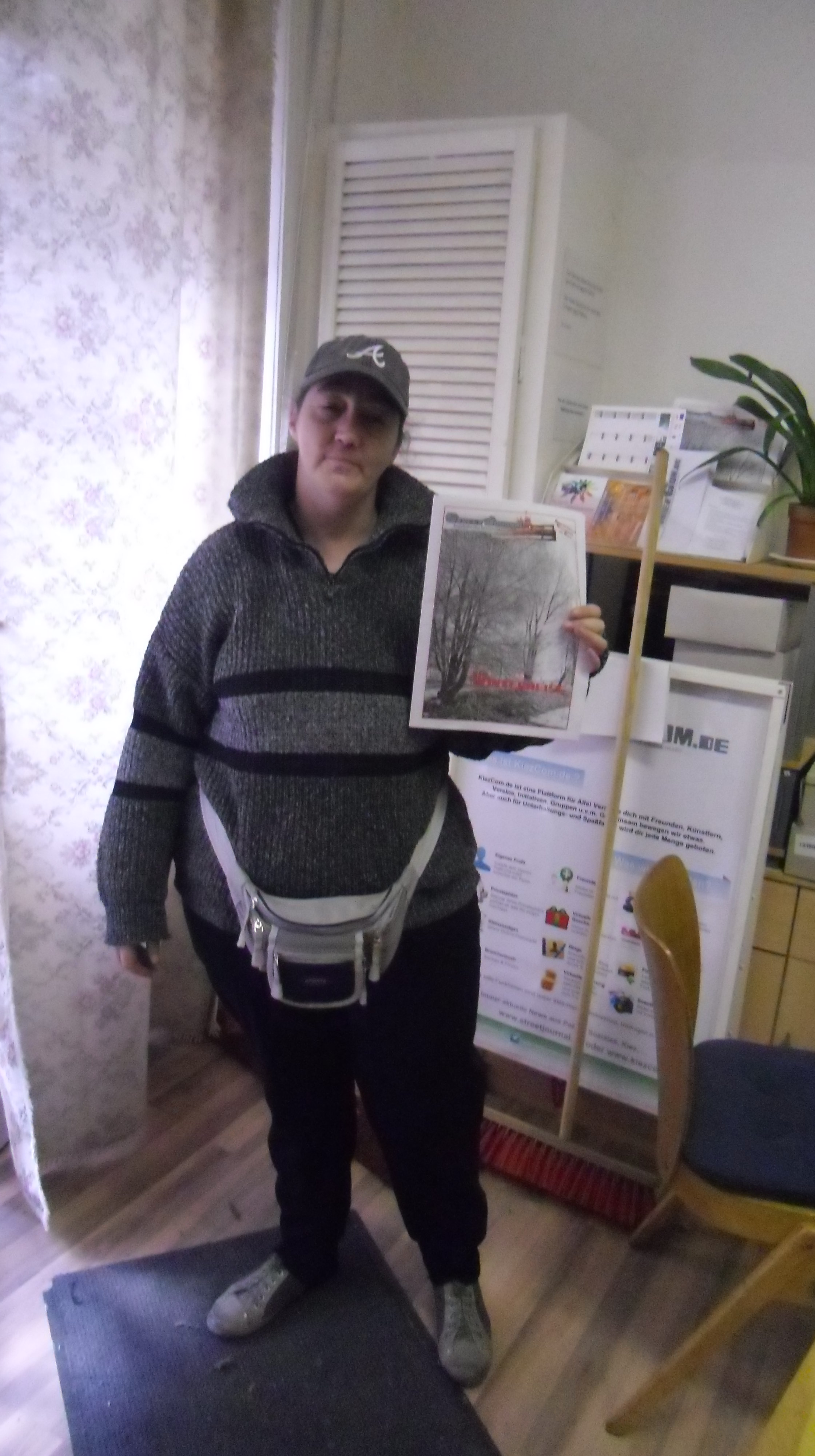
Verkäuferin der Straßenzeitung StreetJournal im Redaktionsbüro

Die Straßenzeitung StreetJournal' wird vom Verein StreetCom e.V. herausgegeben. Dieser strebt an, ein nachhaltig wirkendes Online-Netzwerk zu entwickeln, um kostendeckend arbeiten zu können. Da das gesamte Projekt – mit einer Vielzahl von Beratungsangeboten – sich bisher hauptsächlich auf Spenden stützt, sollen über hier zufließende Werbeeinnahmen neue Zuverdienste zur Sicherung der allgemeinen Grundlage des Vereins erzielt werden. Der Verein bietet neben der Straßenzeitung folgende weitere Projekte an:
- Kümmere Dich – ein wöchentlicher Treff zur integrativen Selbsthilfe
- KiezCom - die Mitmach-Community für Leser der Straßenzeitungen, ein umfassender Treffpunkt für Vereine, Initiativen, Künstler und alle engagierten Menschen
- Strassenzeitung.org – das Projekt zum Straßenzeitungsnetzwerk. Hier können zum Beispiel viele von uns verfassten Texte kostenlos kopiert und verwendet werden
- Treffpunkt – ein mehrmals wöchentlich stattfindender Workshop zur Wohnungslosenhilfe und zur Drogen- und Suchtberatung
- SIZ – ein Selbsthilfe- und Informationszentrum
- Schreibhilfe – Unterstützung bei der Formulierung von Amtspost und Vermittlung von rechtlichen Beistand.

## StreetJournal online: das Netzwerk
StreetJournal.de ist ein weiteres Angebot des Vereins StreetCom e.V. Hier wird die Druckausgabe der Straßenzeitung im Internet angeboten. Sämtliche Texte können kommentiert und von Interessierten für eigene Publikationen kostenlos verwendet werden. Im Newsportal wird das aktuelle Weltgeschehen begleitet; eine Presseschau informiert mehrmals täglich aktuell.
Der Online-Auftritt bietet außerdem den Zugang zu weiteren Projekten des Vereins StreetCom: Kiez-Community und strassenzeitung.org mit der umfassenden Datenbank und aktuellen Bewertungen und Kommentaren bilden als Online-Präsentation des Vereins ein gemeinsames breites Netzwerk.